# Euphorbia decorsei
Euphorbia decorsei ist eine Pflanzenart aus der Gattung Wolfsmilch (Euphorbia) in der Familie der Wolfsmilchgewächse (Euphorbiaceae).

## Beschreibung
Die sukkulente Euphorbia decorsei wächst als hoher Baum mit glatten Zweigen, die einen Durchmesser von etwa 6 Millimeter erreichen. Die linealischen und vergänglichen Blätter werden bis 10 Millimeter lang und 6 Millimeter breit.
Der Blütenstand wird aus Cymen gebildet, die in eng angeordneten Büscheln stehen. Es werden eingeschlechtige Cyathien ausgebildet. Die drei Nektardrüsen sind elliptisch geformt und stehen einzeln. Die stumpf gelappte Frucht wird bis 10 Millimeter breit und 7 Millimeter lang. An der Basis der Lappen werden bis 2 Millimeter lange Auswüchse gebildet. Die Frucht steht an einem etwas zurückgebogenen und bis 7 Millimeter langen Stiel. Der kantige Samen hat eine glatte Oberfläche und besitzt ein Anhängsel.

## Verbreitung und Systematik
Euphorbia decorsei ist endemisch im Süden von Madagaskar verbreitet.
Die Art steht auf der Roten Liste der IUCN und gilt als stark gefährdet (Endangered).
Die Erstbeschreibung der Art erfolgte 1903 durch Emmanuel Drake del Castillo.